# نظرية قمة هوبرت

تقدير إنتاج البترول في العالم طبقا لهوبرت التي صاغها عام 1956.

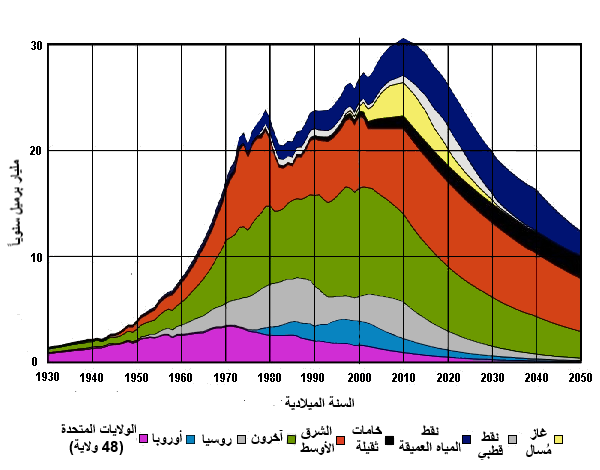
مسار الإنتاج حتى 2050 طبقا ل ASPO.

نظرية قمة هوبرت  في النفط وهي نظرية تتنبأ بالإنتاج الأقصى للبترول على أساس النقطة الزمنية التي يكون عندها معدل الإنتاج لحقل نفط قد وصل أقصاه؛ وبعد تلك النقطة تبدأ إنتاجية البئر في النقصان. وتصف نظرية هوبرت (M. King Hubbert) تطابق الإنتاج العالمي على المنحنى الذي قام بتقديره عام 1956. وطبقا لرؤيته : تبدأ الإنتاجية العالمية بعد القمة في النقصان طبقا لدالة أسية. ويمكن أن يكون الانخفاض أقل حدة بسبب اكتشاف آبار جديدة واستخدام تقنيات متقدمة.
قدم ماريون هوبرت وهو أحد الأخصائين في البترول افتراضه في مؤتمر معهد البترول الأمريكي المنعقد عام 1956 مما استرعى انتباه الحاضرين، وعلى الاخص بسبب أنه طبقا لحساباته أن تصل قمة إنتاج الحقول الأمريكية خلال السبعينيات من القرن الماضي، وهذا حدث بالفعل في حالتي الإنتاج الأمريكي من النفط حيث كانت قمة الإنتاج خلال السبعينيات (أنظر أسفله) وكذلك يؤيد سير الإنتاج النرويجي من البترول تلك النظرية. وبالنسبة للإنتاج العالمي فقد افترضه هوبرت آنذاك أقل من معدله الحقيقي.
وقد شوهدت بالفعل قمم في إنتاجية الآبار في مناطق متعددة مثل في الولايات المتحدة عام 1971. ولكن مسألة قمة إنتاج Peak oil على مستوى العالم تستحوذ على اهتمام الجميع. وقد قام هوبرت بإجراء حساباته على أساس المعلومات التي كانت متوفرة عن النفط والغاز الطبيعي والفحم الحجري عام 1956. وبينت حساباته أن قمة الإنتاج العالمي ستكون حول عام 2010 ورأى أن الطاقة النووية والطاقة الشمسية يمكن أن تكونا ما يعوض عن المصادر الأحفورية.
واليوم في نهاية عام 2011 ظهرت أحصائيات الهيئة العالمية EWG مؤيدة تماما لتوقعات نظرية قمة هوبرت (أنظر استهلاك 2011 وتوقعات المستقبل).

## إنتاج النرويج

إنتاج النرويج من البترول ومقارنته بمنحنى هوبرت.

يبين الشكل مقارنة بين إنتاج النرويج من النفط بمنحنى هوبرت.

## إنتاج الولايات المتحدة حتى 2005
إنتاج الولايات المتحدة من النفط بين عامي 1920 - 2005، ومقارنته بمنحنى زيادة الاستيراد والاعتماد على الخارج. يتضح من الشكل أن القمة المطلقة للإنتاج في الولايات المتحدة الأمريكية قد وصلت بالفعل بين 1970 - 1980 وهي تنخفض من ذلك الحين انخفاضا مستمرا، مؤيدة في ذلك نظرية منحنى هوبرت.

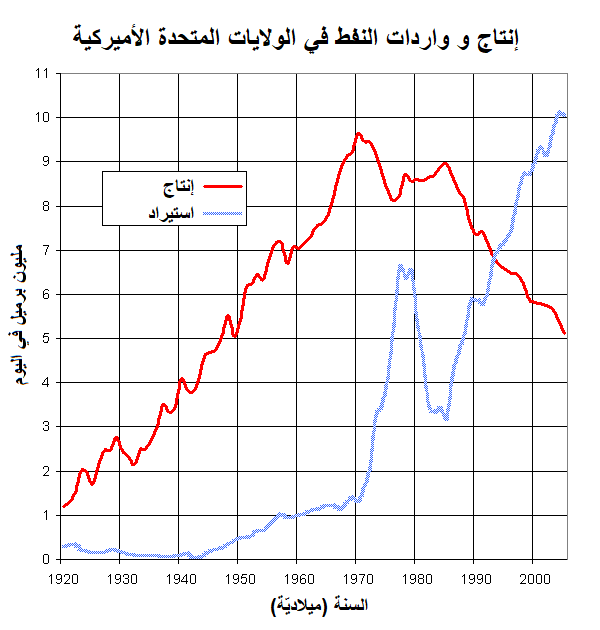
إنتاج الولايات المتحدة من النفط بين عامي 1920 - 2005 (أحمر)، ومقارنته بمنحنى زيادة الاستيراد (أزرق).

إنتاج البترول الأمريكي (48 ولاية في الجنوب) ومقارنتها بمنحنى نظرية هوبرت. طبقا لهذا المنحنى وصل إنتاج الولايات المتحدة من البترول إلى قمته المطلقة (قمة هوبرت) عام 1970، وهذا يتطابق مع نظرية هوبرت التي صاغها عام 1956.

في 2005 هبط الإنتاج الأمريكي للبترول إلى 5 مليون برميل يوميا (من نحو 5 و9 مليون برميل يوميا عام 1970). في نقس عام 2005 استوردت الولايات المتحدة بترولا من الخارج بنحو 10 ملايين برميل يوميا، حيث كان استهلاكها آنذاك نحو 15 مليون برميل نفط يوميا. وفي عام 2011 وصل استهلاك الولايات المتحدة من البترول إلى 21 مليون برميل يوميا. أي أنه حاليا : يشكل الاستيراد من النفط في الولايات المتحدة 75% من استهلاكها.

## الاستهلاك عام 2011 وتوقعات المستقبل
يستهلك العالم 85 مليون برميل نفط يوميا، تستهلك منها الولايات المتحدة وحدها نحو 21%. أي أن 4% من سكان العالم يستهلكون نحو 25% من الإنتاج العالمي للبترول. وتستهلك حركة المرور والمواصلات في الولايات المتحدة النصيب الأكبر من تلك الكمية، وتستهلك الصناعة والتجارة والاستهلاك المنزلي 30% منها.
وطبقا لإحصائيات هيئة EWG العالمية أن إنتاج البترول العالمي قد وصل ذروته خلال الأعوام بين 2008 و 2011 وأنه سوف يقل تدريجيا في المستقبل طبقا لنظرية هوبرت فيختلف الاحتياج للبترول في العالم بشكل كبير عن معدل الإنتاج. وتقول الإحصائية أن احتياج العالم للبترول عام 2020 سيكون 100 مليون برميل في اليوم بينما لن يزيد الإنتاج عن نحو 60 مليون برميل يوميا فمن المنتظر أن يرتفع سعر البترول مستقبلا. كما تتنبأ أحصائيات EWG أن إنتاج البترول سيظل ينخفض حتى يصبح الإنتاج العالمي نحو 44 مليون برميل يوميا في حين أن الاستهلاك سوف يزيد إلى نحو 115 مليون برميل يوميا.

## اقرأ أيضا
- نفط
- قمة النفط
- قائمة ولايات المنتجة للنفط.
- قائمة شركات النفط.
- أزمات الطاقة: أزمة طاقة 1973، أزمة طاقة 1979.
- تاريخ صناعة النفط.
- نظرية قمة هوبرت (أيضا قمة النفط).
- تطور الطاقة المستقبلي.
- طفرة 1990 في سعر النفط.
- اسعار النفط الفورية
- غاز غير عادي.
- إمبريالية النفط.
- مصفاة النفط.
- إمدادات النفط.
- بئر النفط.
- نظرية أولدوفالي (ليست متخصصة في البترول، ولكن تفترض أنهما مصادر الطاقة المهمة).
- كوارث النفط.
- سياسات النفط.
- طاقة متجددة.
- تفكك البلمرة الحراري.
- احتياطي نفط استراتيجي
- وقود أحفوري
- نفط رملي
- الاستهلاك المنزلي للطاقة
- شبكة توزيع الكهرباء
- مصادر الطاقة والاستهلاك العالمي
- غاز حجر الأردواز
- قائمة الدول حسب استهلاك النفط
- نشاة البترول